# Scinax ariadne
Scinax ariadne és una espècie de granota de la família dels hílids. Viu de forma endèmica al Brasil, només a partir d'una única àrea protegida a São Paulo i Rio de Janeiro, al sud-est del Brasil. S'ha registrat per sobre de 500 m snm, a almenys 1.600 m snm, encara que no es coneix el límit superior del seu rang altitudinal. Habita el bosc primari i secundari. Es tracta d'una espècie terrestre i d'aigua dolça. No hi ha cap amenaça significativa per a la supervivència d'aquesta espècie al seu hàbitat en l'actualitat, ja que només se sap que es reprodueixen en una àrea protegida, però podria passar fora d'aquesta zona, en aquest cas aquestes parts del seu hàbitat podrien estar sota amenaça. L'àrea protegida de la seva àrea de distribució coneguda és enterament en el Parc Nacional da Serra da Bocaina.